# Joachim Barck
Nils Joachim Magnus Barck, född den 17 mars 1823 i Malmö, död den 5 april 1875 i Auxerre i Frankrike, var en svensk greve och militär. Han var son till Nils Anton Barck, måg till Ivan Feodor Aminoff och far till Nils Barck.
Barck blev student vid Lunds universitet 1840 och avlade officersexamen i Kristianstad 1841. Han blev sergeant vid Kronprinsens husarregemente sistnämnda år, fanjunkare 1843, underlöjtnant samma år, löjtnant 1849, ryttmästare vid Skånska dragonregementet 1859 och överstelöjtnant vid Husarregementet Konung Karl XV 1867. Barck beviljades avsked 1874. Han blev riddare av Svärdsorden 1866.